# جوني جينجر
جوني جينجر (بالإنجليزية: Johnny Ginger)‏ هو مقدم تلفزيوني أمريكي، ولد في 16 يونيو 1934.

## وصلات خارجية
- جوني جينجر على موقع IMDb (الإنجليزية)